# هرانت واردانیان
هرانت میکائلی واردانیان (ارمنی: Հրանտ Միքայելի Վարդանյան؛ ۲۳ ژانویهٔ ۱۹۴۹ – ۲۰ آوریل ۲۰۱۴) یک نیکوکار و تاجر اهل ارمنستان بود. او بنیان‌گذار و مدیر گراند هولدینگ بود.

## زندگی‌نامه
هرانت واردانیان در ۲۳ ژانویه ۱۹۴۹ در خانواده کارگر در شهر ایروان، ارمنستان متولد گردیده‌است. او در طی سال‌های ۱۹۵۶–۱۹۶۶ دانش آموز «مدرسه شماره ۱۲» معروف به «سرگئی میرونویچ کیروی» شهر ایروان بوده‌است. او پس از آن در خلال سال‌های ۱۹۶۸–۱۹۷۴ دانشجوی دانشکده مهندسی صنایع غذایی گرایش ماشین‌سازی بوده و فارغ‌التحصیل انیستیتوی پلی تکنیک ایروان گردیده‌است.
واردانیان به عنوان مهندس تکنولوژیست در کارخانهٔ توتون و تنباکو ایروان شروع بکار کرد و سپس در سال ۱۹۸۴ به عنوان معاون مدیر عامل کارخانه منصوب گردید. او در زمینه کسب و کار، توسعه و احیاء تولیدات داخلی را از سال ۱۹۹۶ با تأسیس شرکت‌های «گراند توباکو»، «گراند کندی» «اینترنشنال ماسیس تاباک» و غیره … را آغاز کرد که نه تنها در بازار داخلی ارمنستان بلکه در خارج از این کشور هم موفق بود. گروه شرکت‌های تأسیس گردیده از سوی او بنام «گراند هولدینگ» از پیشتازان صادرات محصولات در جمهوری ارمنستان می‌باشند. او در طول زندگی خود توانست ضمن همکاری با بخش کشاورزی اقدام به کارآفرینی برای ده‌ها هزار فرد در جمهوری ارمنستان و جمهوری قره‌باغ را فراهم آورد. همکنون تعداد شاغلین در «گراند هولدینگ» ۹۵۲۴ نفر می‌باشد. بر اساس امار  ۲۰۱۸ گراند هولدینک در صدر جدول بیشترین مالیات دهندگان، صادر کننده تولیدات آماده محصولات صادراتی، منابع انسانی و سرمایه گذاری کشور است.

### خیریه

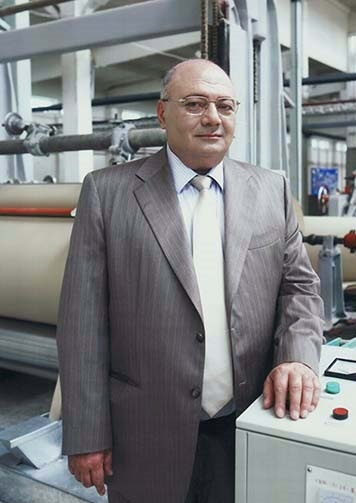

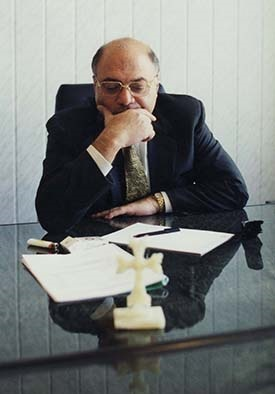

امور خیریه هراند واردانیان دارای  جنبه های  مختلف ومتوالی بوده، ایشان مشوق علم، آموزش، فرهنگ، سلامت،  ورزش، باغ وحش ایروان،  شبکه تلویزیونی خیریه کودکان هایرنیک ،اعطاء حقوق بازنشستگی  ماهانه به قهرمانان دوره سوسیالیستی بوده است . هراند واردانیان با هدف ترویج و  توسعه مناطق مرزی استان تاوش اقدام به اجرای پروژه های  خیریه بلند مدت می نمود. در شهر ماسیس اقدام به احداث «کلیسای تادئوس» مقدس نموده است .

## زندگی خصوصی

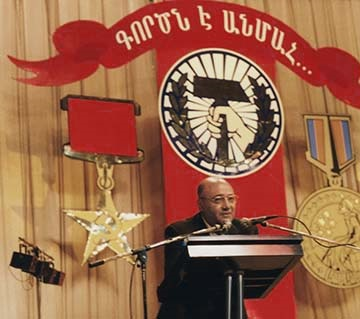

هراند واردانیان فرزند میکائیل واردانیان و شوشیک سارگسیان بود و دارای دو خواهر به اسامی «ریمان» و «روزا» داشت. پدر بزرگ و مادر بزرگ وی ساکنین روستای خنوس ارمنستان غربی و جزو قربانیان نسل‌کشی ارمنی‌ها در سال ۱۹۱۵ توسط حکومت ترکان جوان بوده‌اند. او در سن ۷ سالگی پدر خود را از دست داد. در حین تحصیلات دانشگاهی با همسر خود زینا موروزیان آشنا شده و در سال ۱۹۷۲ ازدواج نمود. دارای دو فرزند به نام‌های «میکائیل» و «کارن» و شش نوه به نام‌های «ایزابلا»، «زینا»، «هراند»، «دانیل»، «مارک» و «آکسل» می‌باشد.

## مسئولیت‌ها

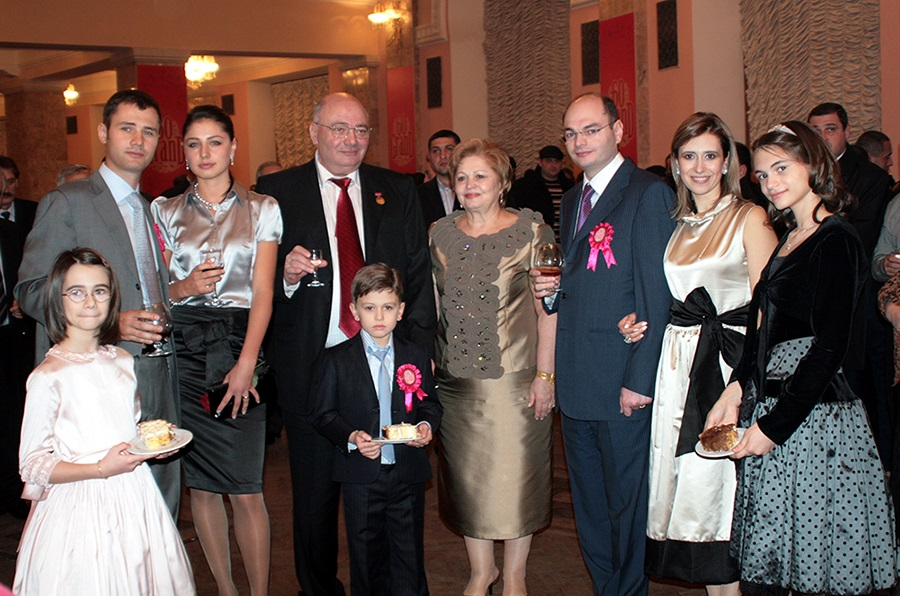

- طی سال‌های ۱۹۹۸–۲۰۰۳ رئیس فدراسیون بسکتبال ارمنستان.
- طی سال‌های ۱۹۹۲–۲۰۰۱ عضو ریاست کمیته المپیک ملی ارمنستان.
- طی سال‌های ۲۰۰۳–۲۰۱۴ عضو هیئت مدیره دانشگاه مهندسی دولتی ایروان.

## درگذشت
او در ۲۰ آوریل ۲۰۱۴ در سن ۶۵ سالگی در شهر ایروان درگذشت و در معبد خدایان شهر ایروان به خاک سپرده شد.

## جوایز

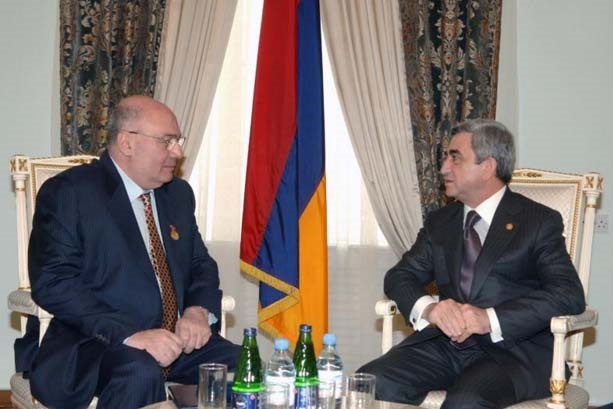

- سال ۱۹۹۹ مدال آنانیا شیراکاتسی در زمینه سعی و کوشش جهت احیاء تولیدات داخلی اعطاء شده از سوی رئیس‌جمهور ارمنستان.
- سال ۲۰۰۹ برای اولین بار در تاریخ جمهوری مستقل ارمنستان لقب کارگر نمونه اقتصادی اعطاء شده از سوی رئیس‌جمهور ارمنستان.
- ۲۰ دسامبر سال ۲۰۱۴ مدال درجه یک (خدمات ارائه داده شده به وطن) در زمینه سپرده و سرمایه‌گذاری شخصی جهت توسعه اقتصاد ارمنستان از سوی رئیس‌جمهور جمهوری ارمنستان به وی پس از مرگ
- ۵ فوریه در سال ۲۰۱۹ یکی از خیابانهای شهرماسیس به نام هراند وارطانیان نامگذاری شد